# Amerikanski vrtovi Opatija
Amerikanski vrtovi ili po „opatijski” Merikanski vrtovi nalaze se na opatijskoj Novoj cesti, protežu se na osam tisuća četvornih metara i imaju bogatu povijest koja seže u prvu polovicu 20. stoljeća. Naime, botanički vrt s pogledom na čitav Kvarner izgradio je 1926. godine Mađar imena Kuczor koji se obogatio kao trgovac u Americi pa su vrtovi i nazvani Amerikanski. Do vrtova vodi novo izgrađeni most nadvožnjak. 